# Hi-ro
Hi-ro je monogram načinjen od slova hi i ro (X i P), prvih dvaju grčkih slova Kristova imena (grč. Hristos). Rani kršćani prihvatili su ga kao kršćanski simbol i vrlo je uobičajen u ranokršćanskoj umjetnosti od 4. st. na sarkofazima, euharistijskom posuđu i na svijećama. 
Grčka slova alfa i omega često su dio istoga monograma. Sam po sebi, on je dugo postojao kao kratica grčke riječi hrestos, »koristan, čestit, pošten«, a rabio se kao simbol povoljnoga znaka, pa ga je, vjerojatno, u tom smislu car Konstantin upotrijebio na carskoj zastavi, kao što se vidi i na ondašnjim novcima. Znak koji se, po životopiscima, u viziji, ili u snu, javio Konstantinu u predvečerje bitke protiv Maksencija, kod Milvijskoga mosta (Saxa Rubra), 312., tradicionalno se smatrao monogramom hi-ro. Nema nijednoga pouzdana dokaza da ga je car uveo s bilo kakvom specifično kršćanskom nakanom.